# Communauté de communes du Val de Bouzanne
Die Communauté de communes du Val de Bouzanne ist ein französischer Gemeindeverband mit der Rechtsform einer Communauté de communes im Département Indre in der Region Centre-Val de Loire. Er wurde am 26. Dezember 2008 gegründet und umfasst zwölf Gemeinden. Der Verwaltungssitz befindet sich im Ort Neuvy-Saint-Sépulchre.

## Mitgliedsgemeinden
| Gemeinde                                  | Einwohner 1. Januar 2022 | Fläche km² | Dichte Einw./km² | Code INSEE | Postleitzahl |
| ----------------------------------------- | ------------------------ | ---------- | ---------------- | ---------- | ------------ |
| Buxières-d’Aillac                         | 243                      | 25,75      | 9                | 36030      | 36230        |
| Cluis                                     | 979                      | 35,32      | 28               | 36056      | 36340        |
| Fougerolles                               | 352                      | 17,17      | 21               | 36078      | 36230        |
| Gournay                                   | 280                      | 20,33      | 14               | 36084      | 36230        |
| Lys-Saint-Georges                         | 200                      | 12,98      | 15               | 36108      | 36230        |
| Maillet                                   | 242                      | 25,02      | 10               | 36110      | 36340        |
| Malicornay                                | 189                      | 16,31      | 12               | 36111      | 36340        |
| Mers-sur-Indre                            | 664                      | 25,45      | 26               | 36120      | 36230        |
| Montipouret                               | 611                      | 27,89      | 22               | 36129      | 36230        |
| Mouhers                                   | 205                      | 17,89      | 11               | 36133      | 36340        |
| Neuvy-Saint-Sépulchre                     | 1.657                    | 35,11      | 47               | 36141      | 36230        |
| Tranzault                                 | 347                      | 17,97      | 19               | 36226      | 36230        |
| Communauté de communes du Val de Bouzanne | 5.969                    | 277,19     | 22               | –          | –            |

## Quelle
1. ↑  www.collectivites-locales.gouv.fr
2. ↑  CC du Val de Bouzanne (SIREN: 200 018 521) in der Base nationale sur l’intercommunalité (BANATIC) des französischen Innenministeriums (französisch)